# Soline (żupania zadarska)
Soline – wieś w Chorwacji, w żupanii zadarskiej, w gminie Sali. W 2011 roku liczyła 38 mieszkańców.